# TVP Info

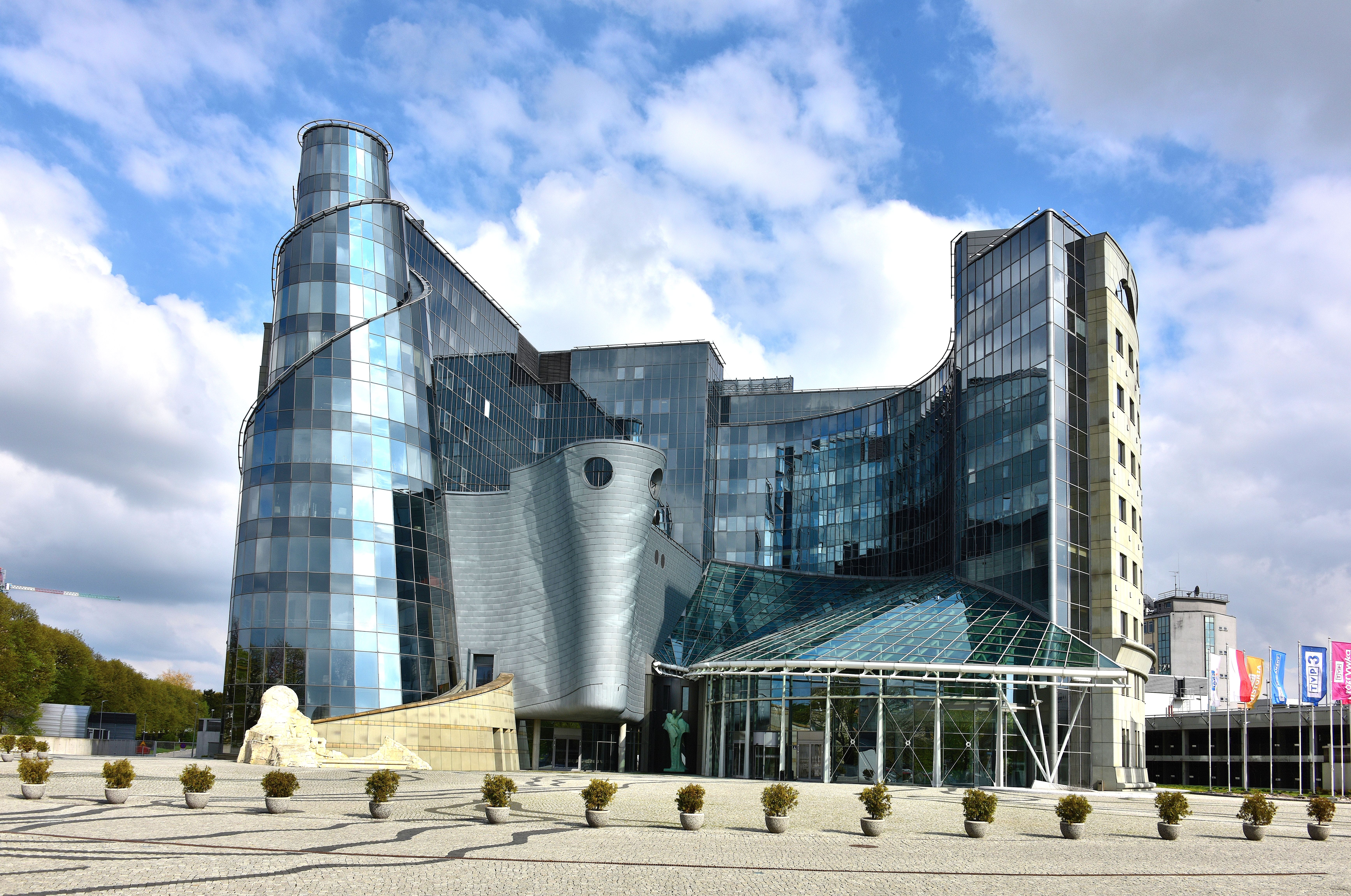
Siedziba programów informacyjnych TVP przy Warszawa, ul. Jana Pawła Woronicza 17.

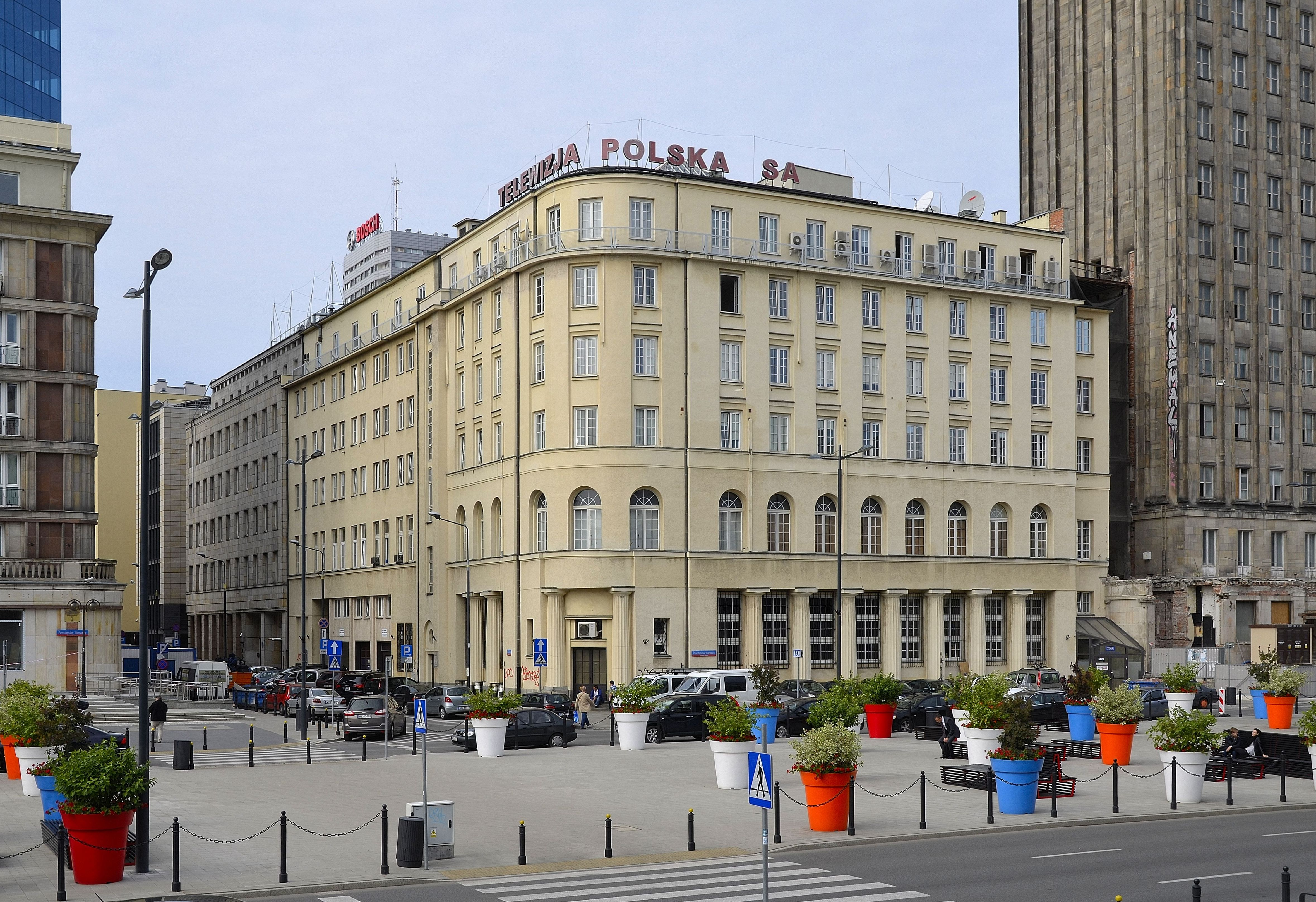
Siedziba programów informacyjnych TVP przy placu Powstańców Warszawy 7 w Warszawie – siedziba TAI do 20 grudnia 2023

TVP Info (zapis stylizowany od 30 września 2024 roku: TVP | info_) – kanał informacyjny Telewizji Polskiej. Wystartował 6 października 2007, zastępując TVP3 jako wspólne pasmo programowe ośrodków regionalnych TVP. Od 1 lipca 2013 wchodzi w skład Telewizyjnej Agencji Informacyjnej. Od 1 września 2013 funkcjonuje jako samodzielny kanał informacyjny, natomiast ośrodki regionalne tworzą własne wspólne pasmo pod nazwą TVP3 (do 1 stycznia 2016 TVP Regionalna).

## Historia

### Start TVP Info
Stacja wystartowała 6 października 2007 w miejsce TVP3. Jej pomysłodawcą i pierwszym dyrektorem był Mariusz Pilis. Sztandarowym programem stacji TVP Info jest Serwis Info. W początkach stacji programy prowadzili Rafał Ziemkiewicz i Jacek Sobala.
Start kanału nie wpłynął znacząco na programy ośrodków regionalnych, które nadawane były w podobnym zakresie co poprzednio – początkowo ze starym logotypem bez cyfry „3” w logo, a od 1 grudnia 2007 logotypem na wzór ogólnopolskiego. Zmiana profilu i nazwy programu była kilkakrotnie przekładana.
Kanał jako jedyny w Polsce kanał informacyjny otrzymał ustawowy obowiązek spełniania standardu publicznej telewizji zgodnie z ustawą o radiofonii i telewizji. Standard ten zobowiązuje m.in. do:
- kierowania się odpowiedzialnością za słowo,
- rzetelnego ukazywania całości wydarzeń w kraju i za granicą,
- sprzyjania swobodnemu kształtowaniu się poglądów obywateli,
- sprzyjania swobodnemu formowaniu się opinii publicznej,
- umożliwiania obywatelom i ich organizacjom uczestniczenia w życiu publicznym przez prezentacje zróżnicowanych poglądów i stanowisk oraz wykonywanie prawa do kontroli i krytyki społecznej.

TVP Info została wyposażona w dziewięć satelitarnych wozów transmisyjnych DSNG, które trafiły do ośrodków regionalnych TVP.
14 lutego 2011 TVP Info wprowadziła format 16:9 (większość programów była w tym formacie). Z kolei 23 lutego 2011 kanał przeszedł na całkowite nadawanie w 16:9.
Nowe TVP Info (już bez pasm lokalnych) wystartowało 1 września 2013 o godz. 4:30. O tej godzinie nadano transmisję na żywo z uroczystości z okazji 74. rocznicy wybuchu II wojny światowej. Pomimo zmian kanał pozostał w naziemnej telewizji cyfrowej, pozostając na pierwszym multipleksie. 15 lutego 2014 kanał został przeniesiony do trzeciego multipleksu.
W 2016 roku TVP Info zaczął nadawać w jakości HD. Miał logo po lewej-dolnej stronie i obok loga był znaczek HD wewnątrz prostokąta podzielonego na 2 kwadraty(ten znaczek pasuje do TVP1 i TVP2 (loga istnieją od 2012 roku do dziś))
W czerwcu 2018 udział stacji w rynku wynosił 3,06% w grupie 4+ i 1,65% w grupie 16–59, w 2023 roku – 4,87% w grupie 4+ i 2,35% w grupie 16–59, a w 2024 roku – 1,41% w grupie 4+ i 0,86% w grupie 16–59. W lipcu 2025 natomiast wyniki wyniosły 1,7% w grupie 4+ i 1,08% w grupie 16-59.

### Zmiany w TVP Info

#### Studio
1 sierpnia 2008 wystartowało nowe studio, które zostało wyposażone m.in. w bezszwową ścianę monitorów plazmowych i ekrany LCD, a w jego tle widać umieszczony za szybą newsroom, gdzie pracują dziennikarze i obsługa techniczna kanału. Ze studia nadawane są serwisy informacyjne, pogodowe, sportowe, biznesowe oraz krótkie programy publicystyczne. Scenografię nowego studia zaprojektowała Anna Mioduszewska.
28 września 2009 studio zostało „zliftingowane” przez Magdalenę Kujszczyk, stało się bardziej przestrzenne, pojawiło się dużo elementów w kolorze czerwono-bordowym. Nieco odświeżony został również stół prezenterski.
1 września 2013 wystartowało nowe studio, wyposażone w trzy stanowiska do prowadzenia programów, bezszwową ścianę i ekrany LCD. Dominującym motywem w studiu są kwadraty. Scenografię zaprojektowała Magdalena Kujszczyk.
6 listopada 2018 wystartowało nowe studio, wyposażone w ścianę ekranów LED o długości 22 m z rozdzielczością ekranów wynoszącą 18 mln pikseli oraz 10 kamer i 100-calowy dotykowy ekran multimedialny.
Od wznowienia emisji 29 grudnia 2023 do 18 stycznia 2024 program nadawany był z wirtualnego studia zlokalizowanego w głównej siedzibie nadawcy przy ulicy Woronicza 17 w Warszawie. Od 19 stycznia do 29 września 2024 wykorzystywane było studio, w którym do tej pory działał kanał TVP World; znajduje się ono w tym samym budynku co używane wcześniej studio wirtualne.
Od 30 września 2024 kanał jest nadawany z nowego studia, gdzie do tej pory nadawano program TVP2 „Pytanie na śniadanie".

#### Oprawa graficzna i muzyczna
Wprowadzeniu nowego studia w 2008 roku towarzyszyła zmiana oprawy TVP Info, a także modyfikacja ramówki kanału, która stała się bardziej dynamiczna. Zmianie uległ także format nagrywania serwisów informacyjnych – na 16:9, które są nadawane w 4:3, można to zobaczyć patrząc na pasek informacyjny (na ekranie 16:9 widać całe nagranie kamery, a nie widać paska). Oprawę muzyczną przygotował Jean-Michel Jarre.
Oprawa muzyczna została po raz kolejny zmieniona 28 września 2009. W całości została skomponowana przez polskiego muzyka – Michała Lorenca. Od 1 sierpnia 2008 do 31 lipca 2009 głosem stacji był aktor Jacek Mikołajczak, którego zastąpił Robert Głowacki, który funkcję tę sprawował do listopada 2009. Następnie tę funkcję pełnił aktor Mikołaj Klimek. Od 29 grudnia 2023 roku lektorką stacji jest Maria Guzek, reporterka programu informacyjnego 19.30.
18 lipca 2010 TVP Info przeszło zmiany tyłówek i czołówek. W programach studyjnych wykorzystywane były loty kamerowe z podkładem muzycznym z czołówek, a w Info Serwisach wykorzystywane były zawsze skrócone czołówki. We wszystkich programach studyjnych (łącznie z Info Serwisami) jako tyłówka wykorzystywany był lot kamerowy z producentem i rokiem produkcji (jak w TVN24).
Od 5 lutego 2011 zmieniono tyłówkę Info Serwisów: zamiast belki z napisem, kto kiedy wyprodukował program (jak w TVN24), była po prostu czołówka. Tyłówka Info Serwisów 7 lutego 2011 powróciła do formy poprzedniej.
23 lutego 2011 po raz kolejny zmieniono grafikę ekranową. Logo zostało przeniesione w lewy dolny róg (obszar safe-area), zegar był nad logo, a tzw. „sierżanty” znajdowały się po lewej stronie od logo. Belki programowe miały od tego dnia kształt równoległoboku i w prawym dolnym ich rogu widniał biały napis na szarym tle „tvp.info”.
7 maja 2012 TVP Info zmieniło grafikę ekranową, a programy zyskały całkowicie nowe czołówki. W studio zamontowano nowy multimedialny stół, wyświetlający nazwy programów, bądź logo stacji. Przemeblowano newsroom oraz dodano ekrany plazmowe.
1 września 2013 wraz z nowym studiem zaprezentowano nową oprawę graficzną i muzyczną. Skomponował ją Piotr Rubik. 14 października 2016 zaprezentowano nową grafikę ekranową.
29 grudnia 2023 po 9 dniowej przerwie w nadawaniu wprowadzono nową oprawę graficzną, a logo uległo lekkiej modyfikacji – logo stało się całe białe i znajduje się na czerwonym tle. 23 stycznia 2024 wprowadzono nowe dżingle ogłoszenia nadawcy i ogłoszenia społecznego, a dzień później także dżingiel reklamowy (do tamtej pory używano dżingli z poprzedniej oprawy). 30 września około godz. 6-tej zaprezentowano nową oprawę graficzną wraz z nowym logo.

#### Układ ramówki
Program został podzielony na trzy pasma: „Info Poranek”, „Info Dzień” i „Minął dzień”. W pierwszych dwóch blokach serwisy ukazują częściej (w poranku co 15 min., a w dniu zazwyczaj co pół godziny). Programy biznesowe zostały zastąpione serwisem gospodarczym „Biznes”. Na antenie TVP Info pojawił się też magazyn podsumowujący „Minął dzień”.
22 czerwca 2009 jedno z pasm lokalnych (od 18:00 do 20:00) zmieniło porę nadawania (od 17:30 do 19:30).
Wcześniej od 28 września do 30 listopada 2009 (w dni powszednie) i od 2 stycznia 2010 (w soboty) wieczorne pasmo lokalne zostało skrócone o 15 minut na korzyść programu „Minął dzień” (w 2009 r.) oraz Losowania LOTTO (od 2010 r. do sierpnia 2013).
Od 6 września 2010 główne pasmo lokalne emitowane było codziennie od 17:00 do 20:00. Równocześnie zniesiono poranne pasma w dni powszednie, a pasmo „Minął dzień” zmieniło nazwę na „Info Wieczór”.
Od 2 marca 2013 poranne pasmo lokalne w weekendy było nadawane od 10:00 do 11:00 (wcześniej było nadawane od 7:45 do 8:30 i od 8:45 do 9:00).
Od 1 maja 2013 wieczorne pasmo lokalne zostało przesunięte o 10 minut później i było nadawane od godz. 21:55 codziennie (od poniedziałku do soboty teoretycznie zostało wydłużone o 5 minut, w praktyce samo pasmo nie został wydłużone – wydłużono po nim blok reklamowy) na korzyść Losowania LOTTO. Pasma lokalne były emitowane do 31 sierpnia 2013.
W związku z powstaniem kanału TVP Regionalna (obecnie TVP3), z dniem 1 września 2013 pasma lokalne zniknęły z anteny TVP Info.
24 sierpnia 2017 rozpoczęto na antenie TVP Info równoległą emisję programów informacyjnych: Wiadomości i Teleexpressu, dotychczas emitowanych (nie licząc wydań specjalnych) tylko na antenie TVP1 i TVP Polonia oraz Panoramy, dotychczas emitowanej tylko na antenie TVP2.
Wraz z początkiem września 2024, w ramówce stacji zaszło wiele zmian. Pojawiły się programy tworzone we współpracy z ośrodkami lokalnymi TVP3 - „Polska o poranku” (godz. 7:30), „Dzień w godzinę” (godz. 16:00, pierwsze wydanie tego programu wyemitowano 30 września) i „Polska nocą” (godz. 23:00), pojawiło się również popołudniowe wydanie programu informacyjnego 19.30 pod nazwą 14.30, ponadto wróciło wydanie Panoramy o godz. 18:00 (od zmian w mediach publicznych była emitowana jedynie w godzinach wieczornych), a jej główne wydanie ustalono na 21:45. Również ramówka wieczorna została uporządkowana: od poniedziałku do piątku o godz. 20:18 pojawia się program publicystyczny, o 21:00 nowy program publicystyczno-satyryczny „Kwiatki Polskie”, o 21:45 główne wydanie Panoramy, o 22:25 program „Oko na świat”, a o 23:00 „Polska nocą”.
W styczniu 2025 w związku z rozpoczęciem kampanii przed wyborami prezydenckimi w ramówce pojawiły się programy "Poranek wyborczy" oraz "Wieczór wyborczy", w tym samym czasie z anteny zniknęły też programy "Polska nocą", "Teraz kobiety", czy "100 pytań do...". Zmieniły się też godziny emisji programów emitowanych w weekendy. 
Od 1 lutego 2025 program Pytanie dnia zaczął być emitowany także w weekendy, a od 17 lutego 2025 w ramówce pojawił się nowy program informacyjny "Za pięć dwunasta", w którym omawiane i komentowane są wydarzenia z danego dnia.

#### Pasek informacyjny
6 sierpnia 2008 kanał zaczął podawać informacje na nowym pasku informacyjnym, gdzie każda wiadomość pojawia się oddzielnie, podobnie jak w CNN czy Polsat News. Na nowym pasku informacyjnym po lewej stronie, widnieje, jak do tej pory, informacja o kategorii wiadomości (KRAJ, ŚWIAT, KULTURA, SPORT, BIZNES itp.), a obok pojawiały się – w kilkusekundowych odstępach – nowe informacje wsuwając się z dołu. Prezentowane były jednak normalnym pismem, a nie jak wcześniej wersalikami. Od 25 sierpnia 2010 pasek informacyjny dostępny był również na stronie internetowej tvp.info.
28 września 2009 pasek powtórnie został zmieniony do formy przed 6 sierpnia 2008, czyli przewijanych informacji. Pasek zajmował ok. 4/5 szerokości ekranu, po lewej stronie znajdował się znak >> (w ważnych okolicznościach i w niektórych programach zamiast strzałki widniał obrazek z napisem).
14 lutego 2011 przedłużono pasek tak, by zajmował całą szerokość ekranu.
7 stycznia 2013 pasek informacyjny otrzymał nowy wygląd. Ponownie na pasku informacyjnym po lewej stronie widniała informacja o kategorii wiadomości. Wiadomości na pasku były nadal przewijane. Nad miejscem na kategorię informacji umieszczono zegar. Logo TVP Info znajdowało się na samej górze.
1 września 2013 pasek informacyjny nadal jest przewijany, ale nie ma informacji o kategorii wiadomości. Teraz zegar i logo jest po prawej stronie. Nad zegarem jest logo TVP Info, zapowiedź gości różnych programów, a czasem znak „NA ŻYWO” lub „POWTÓRKA”.
14 października 2016 pasek nadal jest przewijany. Dodano kwadrat z najciekawszymi propozycjami programowymi, logo znajduje się przy pasku pod kwadratem, natomiast zegar przy pasku po prawej stronie pod logo emitowanego programu. W trakcie podawania informacji pilnych, stosuje się tzw. „podwójny pasek”. Czerwony pasek z pilnymi informacjami znajduje się nad białym paskiem oraz dodano pochyły napis „PILNE”, który został umieszczony nad zegarem.
Po wznowieniu emisji programu 29.12.2023 na dole ekranu, z lewej strony, wyświetlany jest czerwony prostokąt z logo kanału. Nad logo jest szary, przezroczysty prostokąt z zegarem. 31.12 prostokąt z zegarem zmienił kolor na biały, do logo została dodana animacja – pulsowanie, a pod nimi pojawił się, zajmujący całą szerokość ekranu, biały pasek wyświetlający komunikat: „OGLĄDAJĄ PAŃSTWO TVP INFO, NOWY PROGRAM INFORMACYJNY TELEWIZJI POLSKIEJ”. 1 stycznia 2024 zamiast ww. komunikatu na pasku przewijane są informacje bez wyszczególnienia kategorii. 22 stycznia 2024 usunięto animację pulsowania.
30 września 2024 roku ponownie zmieniono oprawę ekranową. W scrollu zmieniono jedynie kolor czcionki, ale główny pasek informacyjny zmienił wygląd (który teraz jest głównie w turkusowej i niebieskiej tonacji). Logotyp i zegar znajdują się w prawym dolnym rogu ekranu, jednak podczas emisji wspólnych z innymi stacjami (np. 19.30 i Teleexpress w ramach retransmisji TVP1), czy programami z własną oprawą graficzną (np. "Kwiatki polskie") położenie logotypu obniża się, a zegar znika lub przenosi się na lewą stronę ekranu.

### TVP Info w TVP1
Od 3 lipca 2013 w godzinach od 5:55 do 8:00 w dni powszednie TVP1 retransmitowało sygnał stacji zamiast Kawy czy herbaty?, w ramach porannego pasma Poranek Info. Następnie skrócono retransmisję sygnału stacji od godziny 6:55 do 7:40 (od początku 2015 roku). Od 31 marca 2015 do 27 października 2024 nie retransmitowano sygnału TVP Info przez TVP1. Retransmisje wznowiono 28 października 2024. Nadawane są one w dni powszednie od 5:55 do 7:00.

### Plany likwidacji TVP Info
Według informacji należącego wtedy do „Dziennika Polska-Europa-Świat” portalu internetowego dziennik.pl w marcu 2008 roku politycy Platformy Obywatelskiej przedstawili plan likwidacji stacji telewizyjnej TVP Info i przywrócenie w jej miejsce programów lokalnych Telewizji Polskiej. Pomysł ten został wtedy skrytykowany przez Krajową Radę Radiofonii i Telewizji. 17 maja 2020 wiceprzewodniczący PO, prezydent miasta stołecznego Warszawy i kandydat KO w wyborach prezydenckich w 2020 roku po rezygnacji Małgorzaty Kidawy-Błońskiej z kandydowania w wyborach Rafał Trzaskowski zapowiedział „powstanie nowej telewizji publicznej bez publicystyki politycznej” i likwidację stacji telewizyjnej TVP Info i emitowanego także na antenie tej stacji telewizyjnej programu „Wiadomości”. 6 lutego 2021 roku Rafał Trzaskowski ponowił z kampanii wyborczej z 2020 roku zapowiedź likwidacji stacji telewizyjnej TVP Info, a 8 lutego 2021 roku politycy Platformy Obywatelskiej ogłosili, że ruszyli ze zbiórką podpisów pod obywatelskim projektem ustawy zmieniającej ustawę o radiofonii i telewizji, w którym zapisano m.in. likwidację abonamentu RTV oraz to, że „zabronione jest tworzenie i rozpowszechnianie przez publiczną telewizję wyspecjalizowanych programów informacyjno-publicystycznych”. Pomysł ten został skrytykowany przez dziennikarzy i publicystów, polityków partii Prawo i Sprawiedliwość, ówczesnego rzecznika rządu Piotra Müllera oraz ówczesnego szefa Telewizyjnej Agencji Informacyjnej Jarosława Olechowskiego, który podkreślał, że to niezgodne z art. 54 ust. 1 Konstytucji RP oraz art. 11 ust. 2 Karty Praw Podstawowych Unii Europejskiej. W lutym 2021 roku w odpowiedzi na działania polityków Platformy Obywatelskiej stacja telewizyjna TVP Info zorganizowała akcję pod nazwą „W obronie wolności słowa” podczas, której pod specjalną infolinią telefoniczną i adresem e-mail widzowie stacji i czytelnicy portalu internetowego mogą przekazać swoje poparcie dla TVP Info. Projekt ustawy zakładający m.in. likwidację TVP Info i programów informacyjnych TVP 16 grudnia 2022 roku wpłynął do Sejmu RP jako projekt obywatelski do reprezentowania został zgłoszony prezydent miasta stołecznego Warszawy i wiceprzewodniczący Platformy Obywatelskiej Rafał Trzaskowski i w jego imieniu projekt reprezentował poseł PO Cezary Tomczyk. Skierowanie projektu ustawy do pierwszego czytania nastąpiło 25 stycznia 2023 roku i został 9 marca 2023 roku przez Sejm RP IX kadencji odrzucony w pierwszym czytaniu (za 234 głosy, przeciw 215 głosów, 1 głos wstrzymujący się). Za odrzuceniem projektu ustawy głosowali posłowie z ramienia PiS, Kukiz’15 i PS, przeciw głosowali posłowie z ramienia KO, Lewicy, PSL-KP, Konfederacji, Polski 2050, LD i Wolnościowców.

### Krytyka stacji związana z zarzutami o upolitycznienie kanału

#### Przed 2015
Podczas rządów koalicji PO-PSL, m.in. w czasie Marszy Niepodległości i w czasie kampanii wyborczej przed wyborami prezydenckimi i parlamentarnymi w 2015, TVP Info była krytykowana przez niektórych prawicowych polityków i publicystów, m.in. polityków partii Prawo i Sprawiedliwość i Ruch Narodowy, publicystów tygodników „W Sieci” i „Gazeta Polska” oraz publicystów portali internetowych wPolityce.pl, Salon24.pl i Niezalezna.pl, którzy zarzucali stacji, podobnie jak innym programom informacyjnym emitowanym na antenach TVP, upolitycznienie oraz sprzyjanie politykom współrządzącej Platformy Obywatelskiej i ówczesnemu prezydentowi RP Bronisławowi Komorowskiemu.
W styczniu 2014 kontrowersje wzbudził brak zgody kierownictwa stacji na zaproszenie do emitowanego na antenie kanału programu Bliżej Jana Pospieszalskiego dziennikarza i publicysty tygodnika „W Sieci” oraz portalu internetowego wPolityce.pl Jacka Karnowskiego. Po decyzji ówczesnych władz stacji Jan Pospieszalski ogłosił, że rezygnuje z prowadzenia wieczornego odcinka programu.
W lutym 2015 ówczesny publicysta tygodnika „W Sieci” Łukasz Warzecha wyszedł ze studia programu Z dnia na dzień w reakcji na słowa prowadzącego Jarosława Kulczyckiego, który – odpowiadając na wygłoszoną przez publicystę opinię nt. niewystarczającego relacjonowania przez kanały telewizyjne konwencji wyborczej kandydata na urząd prezydenta Andrzeja Dudy – zapytał go, czy „bierze pieniądze za udział w kampanii (...) Dudy” i zarzucił mu, że jest „propagandystą”. Warzecha stwierdził, że zachowanie prowadzącego „z całą pewnością nie spełniało standardów, których mamy prawo oczekiwać od telewizji publicznej”. Komisja Etyki TVP uznała zachowanie prowadzącego za „niestosowne i zbyt emocjonalne”, stwierdzając naruszenie jednej z zasad etyki dziennikarskiej i podkreślając, że „dziennikarz, szczególnie Telewizji Publicznej, ma niezbywalny obowiązek dochowania najwyższych standardów”. W maju 2015 ówczesny rzecznik PiS i szef kampanii Andrzeja Dudy Marcin Mastalerek opuścił studio programu Dziś wieczorem, zarzucając TVP Info faworyzowanie Bronisława Komorowskiego i określając kanał mianem „Komorowski Info”.

#### Lata 2015–2023
Zmiany, jakie w 2015 i 2016 przeprowadzono z inicjatywy rządzącej partii Prawo i Sprawiedliwość (nowelizacja ustawy o radiofonii i telewizji z grudnia 2015 oraz uchwalenie w czerwcu 2016 ustawy powołującej do życia Radę Mediów Narodowych) w połączeniu z mianowaniem Jacka Kurskiego na prezesa TVP oraz rozpoczętą na początku 2016 wymianą kadrową doprowadziły do poważnego podważenia niezależności TVP od partii rządzącej. Od tego czasu Telewizja Polska, w tym TVP Info, były krytykowane za silne nastawienie prorządowe połączone z dyskredytowaniem krytyków władzy, przeczenie misji telewizji publicznej oraz łamanie szeregu zasad etyki dziennikarskiej. Ze względu na jawne zaangażowanie po stronie partii rządzącej, TVP w tym okresie często była pejoratywnie określana jako TVPiS.

### Zmiany w TVP Info w 2023
20 grudnia 2023 o godzinie 11:18 kanał wstrzymał nadawanie rozpoczynając emisję sygnału innego kanału telewizyjnego, TVP1. Stało się to w związku z odwołaniem dotychczasowego zarządu TVP oraz powołaniem przez nową Radę Nadzorczą nowego prezesa, Tomasza Syguta. Sama decyzja o odwołaniu poprzedniego prezesa, Mateusza Matyszkowicza została podjęta dzień wcześniej przez ministra kultury i dziedzictwa narodowego, Bartłomieja Sienkiewicza. Około godziny 14:30 redaktorzy TVP Info próbowali nadawać swój kanał poprzez transmisję na żywo na YouTube, jednak po około 30 minutach została ona przerwana. Emisja TVP Info została wznowiona 29 grudnia 2023 o godzinie 19:30. Pierwszym programem wyemitowanym na antenie stacji po wznowieniu emisji było wydanie programu informacyjnego 19:30, który zastąpił nadawane o tej porze od 1989 roku Wiadomości.
16 sierpnia 2024, Telewizja Polska ogłosiła, że przygotowuje się do uruchomienia TVP Info z nowego studia i w nowej scenerii. Tomasz Sygut ogłosił, że logo TVP Info również ulegnie zmianie w tym samym czasie, będzie to pierwsza pełna zmiana logo po sporze wokół mediów publicznych, transmisje na żywo kanału pozostaną w tym samym miejscu. Zmiana logotypu i studia nastąpiła 30 września 2024.
Jednak stacji telewizyjnej TVP Info, po zmianach dokonanych w grudniu 2023, część publicystów i medioznawców wciąż zarzuca upolitycznienie, brak obiektywizmu i sprzyjanie rządzącej koalicji KO-PSL-PL2050-NL i trzeciemu rządowi premiera Donalda Tuska. TVP Info było krytykowane m.in. za usunięcie ze swoich oficjalnych profili w mediach społecznościowych i portalu internetowego tvp.info wypowiedzi dziennikarza i publicysty Jacka Żakowskiego z tygodnika „Polityka”, w których krytykował działania rządu w sprawie powodzi w 2024 roku.

## TVP Info HD

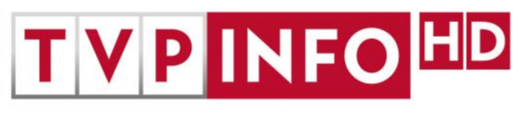
Logo TVP Info HD emitowane od 28 grudnia 2017 do 6 listopada 2018

Pierwsze doniesienia medialne na temat TVP Info HD pojawiły się w grudniu 2014 roku, które zostały potwierdzone w marcu 2015 przez ówczesnego prezesa TVP Juliusza Brauna. 15 lutego 2016 prezes TVP Jacek Kurski poinformował w rozmowie z mediami, że planowane jest uruchomienie TVP Info HD. W nocy z 18 na 19 lipca 2016 w związku z planowanym uruchomieniem TVP Info HD na multipleksie trzecim naziemnej telewizji cyfrowej zakończyła nadawanie TVP Polonia.
26 września 2016 nadawca poinformował, że od 30 września 2016 stacja będzie nadawać w rozdzielczości HD. Od 30 września 2016 TVP Info HD jest dostępne na multipleksie trzecim naziemnej telewizji cyfrowej oraz w sieciach kablowych. Na platformach satelitarnych do 5 kwietnia 2017 można było oglądać tylko wersję SD. 5 kwietnia 2017 o godzinie 1:00 TVP Info HD rozpoczął stałe nadawanie na satelicie. 20 kwietnia 2017 przekaz satelitarny TVP Info SD został wyłączony. 28 grudnia 2017 zakończył się proces dostosowywania stacji TVP Info do standardu HD.
Według zapowiedzi prezesa TVP Jacka Kurskiego kanał rozpoczął pełne nadawanie w jakości Full HD na początku 2018 roku, czemu towarzyszyła zmiana scenografii głównego studia TVP Info. Nowe studio TVP Info zostało uruchomione 6 listopada 2018 roku.

## Portal internetowy tvp.info
Portal tvp.info powstał jako rozbudowana wersja serwisu informacyjnego wiadomości.tvp.pl (istniejącego od grudnia 1999 do 21 grudnia 2023). W nowej odsłonie wystartował 18 marca 2009. Natomiast 21 listopada 2012 adres internetowy wiadomości.tvp.pl został oficjalną stroną programu informacyjnego Wiadomości TVP1. Oficjalna strona programu Wiadomości TVP1 – wiadomości.tvp.pl została zlikwidowana 22 grudnia 2023 i od tej pory jej adres URL przekierowuje na serwis internetowy vod.tvp.pl, a następnie na portal tvp.info.
Portal jest w pełni multimedialny: można w nim obejrzeć najnowsze wydania Serwisu INFO, 19.30, Panoramy, Teleexpressu oraz wszystkich programów publicystycznych nadawanych na antenie TVP INFO. Portal prowadzi również własną produkcję materiałów wideo. Serwis informacyjny tworzony jest przez ok. 30 redaktorów i dziennikarzy. Zajmują się oni również redagowaniem Telegazety, internetowego kanału TVP Parlament oraz obsługą platformy Twoje Info. W części magazynowej znaleźć można wywiady udzielane osobistościom świata polityki, kultury i sportu przez dziennikarzy portalu.
Od 10 kwietnia 2011 w portalu dostępny jest stream sygnału TVP Info. Od 1 czerwca 2023 TVP Info można oglądać również bezpłatnie w serwisie internetowym i aplikacji TVP VOD.
10 marca 2014 uruchomiona została nowa, nowocześniejsza odsłona portalu. W październiku 2017 planowane było uruchomienie kolejnej odsłony portalu. W 2017 roku redakcja portalu została wyłączona ze struktur Telewizyjnej Agencji Informacyjnej i włączona do Ośrodka Mediów Interaktywnych TVP. 9 listopada 2017 została uruchomiona kolejna odsłona portalu. Serwis zyskał nowe menu, nawigację i szatę wizualną oraz bardziej są eksponowane materiały wideo. Według dyrektora Ośrodka Mediów Interaktywnych Telewizji Polskiej Jakuba Sufina, docelowa odsłona portalu miała zostać uruchomiona w połowie 2018 roku. Portal został też dostosowany dla użytkowników telefonów komórkowych. W listopadzie 2020 w wyniku decyzji zarządu TVP SA redakcja portalu tvp.info została wyłączona ze struktur Ośrodka Mediów Interaktywnych i ponownie włączona do struktur Telewizyjnej Agencji Informacyjnej, w ramach której utworzono redakcję mediów interaktywnych. Według ówczesnego prezesa zarządu TVP SA Jacka Kurskiego ponowne włączenie portalu do struktur TAI ma na celu „integrację oferty linearnej i online’owej z lepszym wykorzystaniem posiadanych przez TVP zasobów oraz rozbudowanie oferty informacyjnej TVP w internecie i mediach społecznościowych”.
Od 20 grudnia 2023 do 15 stycznia 2024 adres URL portalu przekierowywał na stronę tvp.pl. 15 stycznia 2024 witryna internetowa kanału została przywrócona, ale część treści uznana przez nowych szefów portalu internetowego za propagandową została z niej usunięta po weryfikacji materiałów.

## Aplikacja mobilna TVP INFO
Użytkownicy smartfonów skorzystać mogą z aplikacji mobilnej TVP Info, która dostępna jest na urządzeniach z systemem Android oraz iOS. Pobrać ją można w sklepie Google Play, App Store oraz AppGallery (użytkownicy telefonów Huawei). W aplikacji dostępne są najnowsze informacje z kraju i ze świata, materiały wideo z kanału telewizyjnego oraz stream z nadawanym na żywo kanałem z TV.

## Odbiór kanału
TVP Info dostępny jest w przekazie naziemnym i satelitarnym. Kanał informacyjny TVP dostępny jest na 15 kanale Platfomy Canal+, 23 i 65 kanale Polsatu Box (dawniej Cyfrowy Polsat) oraz na 24 kanale Orange TV.
TVP Info za sprawą obecności w III multipleksie naziemnej telewizji cyfrowej swoim zasięgiem obejmuje 99,5% terytorium Polski, co czyni go jedynym ogólnodostępnym kanałem informacyjnym w Polsce. Od 2 marca 2009 TVP Info rozpoczęło nadawanie programu 24 godz./dobę (tylko z satelity Hotbird).
Od 10 kwietnia 2011 sygnał TVP Info transmitowany jest w internecie na stronach tvp.info, a od 21 marca 2025 sygnał TVP Info jest również nadawany w serwisie YouTube. Na stronie internetowej stacji znaleźć można również program tv kanału TVP INFO.
Od 8 lipca 2020 stacja jest dostępna w Stanach Zjednoczonych drogą satelitarną za pośrednictwem platformy cyfrowej Dish Network oraz w serwisie OTT Sling TV.
HOTBIRD 13G
pozycja orbitalna 13° Wschód,
transponder numer 110,
częstotliwość 10 719 MHz,
system MPEG-4,
FEC 3/4,
symbol rate 27,5 Msymb/s,
polaryzacja pozioma V
FTA

## Logo
| Okres wykorzystywania                 | Opis | Logotyp                                                                   |
| ------------------------------------- | --- | ------------------------------------------------------------------------- |
| 6 października 2007 - 20 grudnia 2023 | Ówczesny logotyp Telewizji Polskiej z czerwonymi literami, a obok niego pisany tą samą czcionką biały napis INFO na czerwonym prostokącie.                                               |                                                                           |
| 29 grudnia 2023 - 29 września 2024    | To samo logo jak poprzednio, tyle że cały logotyp ma jedną, spójną kolorystkę. Na wizji używano wariantu białego na czerwonym tle, a na stronie internetowej stacji wariantu czerwonego. | Wariant używany na wizji Wariant używany na stronie internetowej tvp.info |
| od 30 września 2024                   | Niebieski napis TVP info. Między słowami wstawiona jest czerwona, pionowa kreska, a obok napisu info po prawej stronie postawiony jest znak podkreślenia w tym samym kolorze.            |                                                                           |